# Contea aborigena di Kowanyama
La contea aborigena di Kowanyama è una Local Government Area che si trova nel Queensland. Si estende su una superficie di 2.571,9 chilometri quadrati e ha una popolazione di 1.031 abitanti. La sede del consiglio si trova a Kowanyama.